# 文星
《文星》杂志是由台湾台北“文星书店”在1957年创办的杂志；在1960年代，曾对台湾青年思想产生重要影响。

## 1957年创刊到1965年被停的文星
1952年，萧孟能、朱婉坚夫妇于台北开设“文星书店”。经营“文星书店”5年之后，由叶明勋担任发行人，萧孟能任社长，创办了《文星》杂志。《文星》杂志的初期，编辑部有三位负责人，陈立峰约稿及业务，何凡看稿、改稿，林海音编辑文艺版及校对。《文星》杂志创刊于1957年11月5日,每月1期，每6期为1卷。《文星》的代发刊词“不按牌理出牌”由何凡所撰写，其创刊词提出的编辑方针为：“文学的、艺术的、生活的”，但到1959年《文星》第25期，杂志编辑方针始改为“思想的、生活的、艺术的”。 。

### 中西文化论战
1961年, 《文星》第48期(10月1日)刊出居浩然写的《徐复观的故事》,把批判对象指向了徐复观;第49期(11月1日)又刊出李敖写的《老年人和棒子》,批评中式的老年人;在第50期（12月1日）,又刊出胡适在亚东区科学教育会议上发表的英文演讲中译稿《科学发展所需要的社会改革》，这篇讲稿燃起中西文化论战的战火，徐复观首先开炮，他在《民主评论》第12卷24期（12月20日）发表《中国人的耻辱东方人的耻辱》严厉批评胡适；次年1月，《文星》第51期刊出李敖的《播种者胡适》力挺胡适；2月，第52期又刊出李敖的《给谈中西文化的人看看病》，继续反驳徐复观们。至此, 李敖、胡秋原、徐复观、居浩然等人于《文星》杂志上,展开一场中西文化论战  。 

### 文星人事变动
据潘光哲主编的《胡适与现代中国的理想追寻: 纪念胡适先生120岁诞辰国际学术研讨会论文集》(341页)所记录:1962年8月1日,《文星》刊载启事，声明“原发行人叶明勋与主编陈立峰自该月份同时离职”。从杂志第58期开始,李敖成为主编, 萧孟能担任发行人。

### 李敖主编文星
1962年，李敖出任主编之后，文星编辑方向发生改变，更加注重“思想”性与批判性。据李敖在其回忆录中所言：1965年5月27日到1965年6月8日举办的香港书展，参展单位22间、2万7千4百多册中，文星书店就独占了2万4535册，将近总数的百分之九十。也因为文星书店受到国民党当局的施压，到了1966年的书展，文星书店负责人朱婉坚即被禁止出境；甚至到了1967年的书展，也禁止文星书店参加。
1965年8月31日，《文星》杂志第90期登载张湫涛的《陈副总统和中共祸国文件的摄制》报导陈诚副总统早年“剿匪时代”所搜集的有关中共叛乱的文件，及应美国方面的要求，委托中央研究院把这些文件摄制成缩影胶片，以赠送史坦福大学胡佛研究所的经过；遭到警备总司令部以“（54）训唤五九八四号”查禁，理由是“为匪宣传”；8天后，警备总司令部又以“（54）训唤九三四五号”查禁《文星》杂志第97期。
1965年11月1日，《文星》第97期刊出李敖的《新夷说─“孙逸仙和中国西化医学”代序》用文学性的语言“三分中国人，七分洋鬼子”批评“国父”孙中山，这一期又遭到扣押。学者陶恒生，在他的《“不按牌理出牌”的文星杂志》指出：这一篇《孙逸仙和中国西化医学》是李敖应台湾省医师公会之请所写的，可是在出书之前，医师公会要求文稿先送该会“专程中央党部审核认可” ，《文星》认为没有道理，予以拒绝而径行出书，结果触怒了党部，遭到扣押。
1965年12月，《文星》第98期刊出社论《我们对“国法党限”的严正表示──以谢然之的作风为例》，指出党官跨过政务官，越权指挥小老百姓之荒谬行为，从而质问中华民国早已进入宪政体制，为何主持党务的人还停留在训政时代，大开民主倒车；再指名抗议主管党部宣传的“中四组”主任谢然之公然构陷征信新闻报派驻欧洲的记者，充分暴露党部对“国法党限”观念的混乱，以及高层党员行事的乖谬失当。历数罪状之余，社论大声疾呼：“对这样的一个破坏国民党党誉，违反蒋总统指示，箝制人民言论自由，乱用诬陷手法陷害忠良爱国青年的人物，我们唾弃他！”这一期《文星》终于招来“杀身之祸”。
1965年12月25日，《文星》第99期尚待排印之时，台北市警局的警员直接到印刷工厂没收了待印稿件。两天后，高玉树市长下达《文星》杂志停刊1年的行政命令。1966年12月，《文星》停刊1年期满，萧孟能依法申请复刊，未获批准。至此，《文星》成为了继《自由中国》后，又一被封杀的杂志。。

## 1986年复刊到1988年停刊的文星
1986年5月7日，《文星》杂志获得了出版登记，距离1965年被迫停刊，整整20年。9月1日，《文星》出了第99期复刊号，其复刊词《“文星”复活了》由萧孟能撰写。复刊后的文星杂志，于1988年6月20日，出了最后一期停刊号（第120期）。至此，台湾由萧孟能主办的《文星》杂志，走入了历史。此次的停刊，萧孟能在《“文星”停刊了》中作了一些交待：“财务的沉重负担，个人年纪和健康，都是促成停刊的一些因素”。

## 外部連結
- 文星書店 - 思想，重慶南路
- 《文星》（代发刊词）：不按牌理出牌 （页面存档备份，存于）
- 文星 - 台灣文學期刊目錄資料庫 （页面存档备份，存于）